# Voinsles
Voinsles är en kommun i departementet Seine-et-Marne i regionen Île-de-France i norra Frankrike. Kommunen ligger i kantonen Rozay-en-Brie som tillhör arrondissementet Provins. År 2022 hade Voinsles 573 invånare.

## Befolkningsutveckling
Antalet invånare i kommunen Voinsles
| Referens: INSEE |